# Anomala ikuthana
Anomala ikuthana är en skalbaggsart som beskrevs av Ohaus 1941. Anomala ikuthana ingår i släktet Anomala och familjen Rutelidae. Inga underarter finns listade i Catalogue of Life.